# Pteropus livingstonii
Pteropus livingstonii är en däggdjursart som beskrevs av Gray 1866. Pteropus livingstonii ingår i släktet Pteropus och familjen flyghundar. Inga underarter finns listade.
Det svenska trivialnamnet Comorerflyghund förekommer för arten.

## Utseende
Arten är med en kroppslängd av cirka 30 cm, en vingspann av cirka 140 cm och en vikt mellan 500 och 800 g en av de större flyghundarna i släktet Pteropus. En svans saknas. Hos exemplar som undersöktes 1997 hade honor i genomsnitt 16,8 cm långa underarmar och medellängden för hannarnas underarmar var 17,1 cm. Pälsfärgen är huvudsakligen svart med eller utan röd skugga. På bakkroppen är flera gulaktig eller orangebruna hår inblandade. De senare är bara vid spetsen orangebruna, medan basen är ljus ockra till mycket ljus silvergrå. Alla individer har en ljus orangebrun ring kring könsdelarna och några exemplar har orangebruna fläckar på andra kroppsdelar. Även flygmembranen är mörk och den är i princip helt naken. Huvudet kännetecknas av nästan cirkelrunda öron, stora orangebruna ögon och en nos som påminner om rävarnas eller hundarnas nos. Artens tandformel är I 2/2 C 1/1 P 3/3 M 2/3, alltså 34 tänder.

## Utbredning
Denna flyghund förekommer på Komorerna. Arten vistas främst i fuktiga skogar i låglandet eller i kulliga områden.

## Ekologi
Pteropus livingstonii vilar i träd som ofta står på en slänt och i närheten av vattenansamlingar. Den genomsnittliga storleken för träd som används är 103 centimeter i diameter vid brösthöjden och 24 meter i höjden. Flyghunden lägger sina vingar kring kroppen innan den sover. Individerna sträcker sig ibland under soliga dagar men en tydlig aktivitet observeras bara vid molnigt väder. Födosöket sker vanligen kring midnatt. Efter starten flyger arten oftast i cirklar med långsamma vingslag och med längre perioder av glidflygning för att nå höjd.
Individerna äter frukter, blad, blommor, nektar och pollen. Födans sammansättning varierar beroende på årstid. Exemplar i fångenskap åt även insekter som nattfjärilar samt kvistar av vide, bambu, ask och hallon. Pteropus livingstonii delar utbredningsområdet med Pteropus seychellensis (underarten P. s. comorensis) och med Rousettus obliviosus. Dessa två flyghundar letar i skogens halvhöga och låga delar efter föda medan Pteropus livingstonii föredrar regionen kring trädens toppar. För att försvara reviret använder arten varningsskrik och hotfulla rörelser. Ibland uppstår strider mellan de olika flyghundarna där Pteropus livingstonii sårar sin motståndare med tummens klo och genom bett.
Denna flyghund bildar medelstora eller stora kolonier vid viloplatsen och mellan hannar upprättas en hierarki. För att markera grenar och andra delar av reviret har hannar körtlar vid halsen och på axlarna som producerar en myskliknande vätska. En framgångsrik hanne markerar även honor som lever i reviret. Oftast föds en unge vid början av regntiden mellan augusti och oktober efter 4 till 6 månader dräktighet. I sällsynta fall registreras nyfödda ungar under andra månader. Kort före ungens födelse vilar dräktiga honor nära varandra med lite avstånd till andra kolonimedlemmar. Under födelsen hänger honan i en upprätt position genom att hålla sig fast med sina tummar. Ungen klättrar till en spene och börjar dia. Efter ungefär tre veckor lämnas ungen tidvis i ett gömställe när modern letar efter föda. Efter 4 till 6 månader slutar honan helt med digivning.

## Status
Denna flyghund hotas främst av skogsavverkningar och andra landskapsförändringar. När skogarna försvann torkade även flera vattendrag på Komorerna ut. Hos den största delen av Komorernas befolkning finns en tabu mot konsumtion av flyghundarnas kött och därför jagas arterna inte. På grund av den begränsade utbredningen är Pteropus livingstonii känslig för orkaner och andra extrema väderförhållanden. IUCN uppskattar att hela beståndet minskade med 80 procent under de gångna 24 åren (tre generationer, räknad från 2016) och listar arten som akut hotad (CR).
För att bevara arten avlas flyghunden i fångenskap. Pteropus livingstonii är upptagen i appendix II av CITES.